# Pädagogische Hochschule Magdeburg
Die Pädagogische Hochschule Magdeburg („Erich Weinert“) war eine Pädagogische Hochschule für Lehrerbildung der DDR mit Promotions- und Habilitationsrecht in Magdeburg. Sie bestand von 1972 bis 1993. Der Namenszusatz entfiel 1990.

## Geschichte

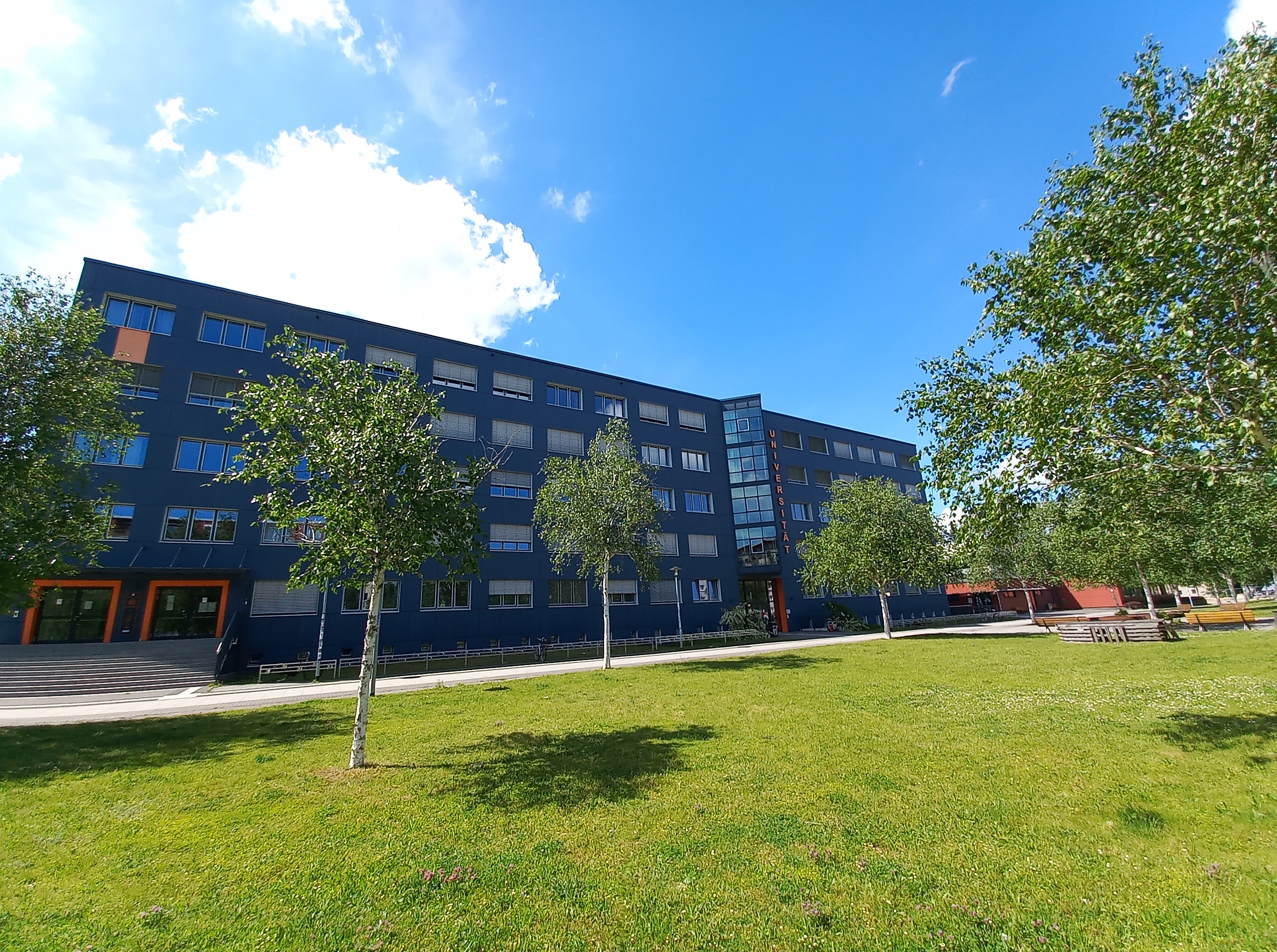
Saniertes Gebäude der ehem. PH Magdeburg

Zwei Ausbildungsstätten in Magdeburg waren nach 1946 mit der Ausbildung von Neulehrern und später von Unterstufenlehrern für die Klassen 1–4 befasst, die 1951 den Status als Institute für Lehrerbildung erhielten und 1953 zu einem einheitlichen Institut für Lehrerbildung (IfL) vereinigt wurden. Es war in Zusammenarbeit mit Magdeburger Großbetrieben die Pioniereinrichtung zur Einführung des polytechnischen Unterrichts ab 1958. 1959 folgte die Ausbildung von Oberstufenlehrern in den Fächern Deutsch, Geschichte, Mathematik, Physik, Körpererziehung, Biologie und „Grundlagen der industriellen Produktion“. Zum 1. September 1962 wurde die Einrichtung zum Pädagogischen Institut umbenannt, wo ca. 1000 Studierende (Direkt- und Fernstudium) von 80 Lehrkräften unterrichtet wurden. 1965 gab es aber die Mathematik und Physik an die Universität ab. 1966 entfiel auch die Polytechnik, dafür kam Russisch hinzu. Schließlich wurde zum 1. September 1972 die Pädagogische Hochschule mit dem Namenszusatz „Erich Weinert“ gegründet, um Diplomlehrer auszubilden. Auch die Sonderpädagogik wurde ausgebildet. Promotionen zum Dr. paed. und Dr. phil., ebenso Habilitationen waren möglich. Nach der Wende wurden noch Englisch und Musikerziehung eingerichtet und 1991 die IfL in Magdeburg und Staßfurt integriert. Zum 1. April 1993 wurde die PH als Geistes-, Sozial- und Erziehungswissenschaftliche Fakultät in die im Gründungsprozess befindliche Otto-von-Guericke-Universität Magdeburg übernommen (inzwischen Humanwissenschaftliche Fakultät).
Rektoren waren der spätere SED-Funktionär Helmut Winnig (ab 1954), Heinz Schuffenhauer (1967–1976), Klaus Schaeffer (1976–1986) und Winfried Baudisch (1986–1993). Letzterer wurde noch 1989 als Verdienter Hochschullehrer der DDR ausgezeichnet.

## Periodika
- Wissenschaftliche Zeitschrift der Pädagogischen Hochschule („Erich Weinert“) Magdeburg, 1963–1993.

## Belege
1. ↑  Chronik 1954. Universitätsarchiv Magdeburg, abgerufen am 4. Januar 2019.
2. ↑  Schuffenhauer, Heinz. In: Biografien. Universität Magdeburg, 2003, abgerufen am 4. Januar 2019.
3. ↑  OVGU: Winfried Baudisch. Universität Magdeburg, 2001, abgerufen am 5. Januar 2019.